# Panthea furcilla
Panthea furcilla is een vlinder uit de familie van de uilen (Noctuidae). De wetenschappelijke naam van de soort is voor het eerst geldig gepubliceerd in 1864 door Packard als Platycerura furcilla.